# Hussein Sulaimani
Hussein Sulaimani (arabsky حسين عمر عبد الغني السليماني‎; * 21. ledna 1977) je saúdskoarabský fotbalista hrající na postu obránce, který v současnosti působí v saúdskoarabském klubu Al Ahli FC.